# Cirkel
En cirkel eller cirkelflade er en geometrisk figur i et (todimensionelt) plan. Matematisk omtales en cirkel som den geometrisk plane flade for de (uendeligt mange) punkter, som er fra nul til en maksimal afstand {\displaystyle r} fra cirklens centrum. Afstanden {\displaystyle r} kaldes for cirklens radius, og den kurve som punkterne i denne afstand fra cirklens centrum danner, er cirklens periferi - også kendt som cirkelperferien. Der er 360 grader i en fuld cirkel.

## Linjer i og omkring en cirkel
Visse rette linjer og linjestykker spiller en særlig rolle for cirklen, og har følgelig fået entydige navne. 
1. Cirkelbue: Et stykke af periferien (9), afgrænset af to punkter på denne.
2. Centervinkel: En vinkel med toppunkt i cirklens centrum (4), som afgrænser en bue (1), dvs. et stykke af cirklens periferi (9).
3. Centraltrekant: En ligebenet trekant, der afgrænses af en korde (8) mellem to punkter på periferien (9), samt af radierne (10) i de to perifieripunkter.
4. Centrum: Punktet der populært sagt "markerer midten" af cirklen: Ethvert punkt på periferien (9) har radius' afstand til dette punkt.
5. Cirkelafsnit: Arealet mellem buen (1) og en korde (8) eller sekant (11) mellem to punkter på periferien (9).
6. Cirkeludsnit (eller, cirkelsektor eller sektor): Arealet mellem benene på en centervinkel (2) samt den bue (1), den afgrænser.
7. Diameter: En ret linje der går igennem centrum (4) og to punkter på periferien (9). Ordet "diameter" bruges også om længden af dette linjestykke, som altid er dobbelt så lang som cirklens radius.
8. Korde: et linjestykke mellem to punkter på periferien (9). En diameter (7) kan beskrives som en korde der går igennem centrum (4)
9. Cirkelperiferi (eller cirklens periferi): En kurve bestående af samtlige punkter der har radius' afstand til centrum (4). Længden af denne kurve, målt fra et punkt og én gang rundt om cirklen, kaldes for cirklens omkreds eller perimeter.
10. Radius: Ret linje fra centrum (4) til et vilkårligt punkt på periferien (9). Er halvt så lang som samme cirkels diameter.
11. Sekant: En linje der skærer cirklen i to punkter på periferien. Forskellen mellem en sekant og en korde (8) er at mens korden ender i de to periferipunkter, er en sekant "forlænget" ud over disse punkter.
12. Tangent: En linje der netop rører cirklens periferi (9) i ét punkt, og danner en ret vinkel med radien i dette punkt. En tangent kan betragtes som det "grænsetilfælde" blandt sekanter (11) hvor de to periferipunkter er "løbet sammen" til ét punkt.

En lille alternativ forklaring på begreberne:
- Diameteren er den linje som går midt igennem cirklen.
- Radius er det halve af diameteren.
- Tangenten er en linje som kun rører cirklen (udenpå) i ét punkt.
- Korden er en (indvendig) linje som forbinder 2 punkter på periferien.

Der er tale om 2 slags vinkler ved cirklen:
- Centervinkel: En vinkel der har sit toppunkt i centrum af cirkelen. altså i midten.
- Periferivinklen: En vinkel der har sit toppunkt på periferien, og hvis ben er korder. Altså startpunktet sidder på periferien og stregerne fungere som korder.

## Cirklen og værdienπ{\displaystyle \pi }("pi")
Man har længe vidst at der består et konstant forhold mellem omkredsen og diameteren i enhver cirkel: Dette forhold er et irrationalt tal, og betegnes med det græske bogstav {\displaystyle \pi }.
Hvis omkredsen (længden af én "tur" rundt langs periferien) kaldes for {\displaystyle O} og diameteren for {\displaystyle d}, så gælder at:
{\displaystyle O=\pi \cdot d\,}
Eftersom længden {\displaystyle r} af en radius er halvt så lang som en diameter i samme cirkel, dvs. {\displaystyle d=2r}, kan omkredsen også beregnes som:
{\displaystyle O=2\cdot r\cdot \pi \,}
Tallet {\displaystyle \pi } indgår også i beregningen af cirklens areal {\displaystyle A}, idet:
{\displaystyle A=\pi \cdot r^{2}\,}
{\displaystyle A={\frac {\pi \cdot d^{2}}{4}}\,}
{\displaystyle A=\pi \cdot d^{2}/4\,}

Alternativt til {\displaystyle \pi } kan man bruge cirkelkonstanten {\displaystyle \tau =2\pi }, så formlerne bliver 
{\displaystyle O=\tau \cdot r\,}
og
{\displaystyle A={\frac {\tau }{2}}r^{2}\,}

## Cirklens ligning
Hvis man indtegner en cirkel hvis radius har længden {\displaystyle r} i et koordinatsystem med centrum i punktet {\displaystyle (x_{0},y_{0})}, kan man opstille en ligning som tilfredsstilles af koordinatsættene {\displaystyle (x,y)} for de punkter der ligger på cirkelperiferien:
{\displaystyle (x-x_{0})^{2}+(y-y_{0})^{2}=r^{2}\,}
Beviset for denne påstand kommer af, at man kan konstruere en retvinklet trekant som har en radie som sin hypotenuse, og beregne denne hypotenuses/radies længde ved hjælp af den pythagoræiske læresætning – alle radier har pr. definition samme længde.
Hvis ligningen efterfølgende er blevet ordnet (så led af højeste grad står først), kan det være svært at genkende ovenstående ligning, men der er dog kendetegn for ligninger der tilfredsstilles af punkter på en bestemt cirkelperiferi:
- Det er en andengradsligning med to ubekendte, typisk {\displaystyle x} og {\displaystyle y}.
- De to ubekendte forekommer hver især i anden potens, dvs. der forekommer led med hhv. (tal)·x² og (tal)·y² – (tal) er vel at mærke det samme for begge led (denne fælles koefficient er kvadratet på cirklens radius, dvs. r²).
- Der er ikke noget led med en faktor gange {\displaystyle x\cdot y}.

Sammen med betingelser såsom "tangenter står altid vinkelret på en radius" kan man bruge ligningen for en cirkel til at fastlægge ligninger for tangenter, afgøre om en linje (beskrevet ved en ligning) er en sekant eller tangent til cirklen, og flere andre ting.